# Qui a peur du grand méchant loup ?
Who's Afraid of the Big Bad Wolf
Qui a peur du grand méchant loup ? - également appelé Qui craint le grand méchant loup ? ou Prenez garde au méchant loup ! (Who's Afraid of the Big Bad Wolf en version originale anglaise) est une chanson populaire composée par Frank Churchill sur des paroles d'Ann Ronell, composée pour le court métrage d'animation Les Trois Petits Cochons, une Silly Symphony produite par les studios Disney et sortie en 1933.
La chanson y est interprétée par Nouf-Nouf et Nif-Nif (respectivement Mary Moder et Dorothy Compton en version originale), persuadés que leurs maisons de paille et de bois les protégeront du Grand Méchant Loup.
La chanson a été un énorme succès dans les années 1930, ravivé par la Seconde Guerre mondiale, et reste à ce jour l'une des plus connues de Disney. Reprise par de nombreux artistes, elle a aussi inspiré le titre de la pièce d'Edward Albee Qui a peur de Virginia Woolf ? (Who's Afraid of Virginia Woolf) en 1963.
Elle a été adaptée en français par Robert Valaire et Jean Valmy dès 1934 et interprétée par Georges Milton.

## Reprises par Disney
La chanson a d'abord été reprise dans les suites du court métrage Les Trois Petits Cochons. En 1955, la chanson est réenregistrée pour un épisode de l'émission télévisée Disneyland intitulé Cavalcade of Songs.
À partir des années 1980, la chanson est incluse dans les vidéos de la série Sing Along Songs , dont celle intitulée I Love to Laugh, ainsi que dans de nombreux disques de Walt Disney Records dont la collection Wonderful Records en 1985 et le 33 tours Four Disney Stories de la collection Mickey Mouse Club sous la direction de Toots Camarata.

## Reprises

### Version de LL Cool J
Who's Afraid of the Big Bad Wolf? a été repris par le rappeur américain LL Cool J sur l'album Simply Mad About the Mouse: A Musical Celebration of Imagination. Publiée en single en 1991 chez Columbia Records et produite par DJ Eddie F et LL Cool J, elle comprend un extrait de Billie Jean de Michael Jackson

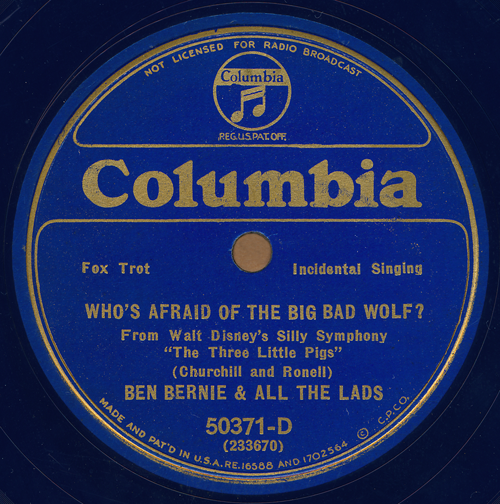
Reprise de 1933 par Ben Bernie

### Autres reprises
Plusieurs artistes ont repris la chanson dont :
- 1933 : Harry Reser (en) et ses Eskimos (en) avec la voix de Loretta Clemens - Perfect Records 15827-A (26 septembre 1933)
- 1933 : Ben Bernie
- 1933 : Don Bestor
- 1933 : Victor Young
- 1934 : Jean Sablon (Prenez garde au méchant loup !)
- Duke Ellington
- Rita Pavone
- 1955 : Jack Pleis et son orchestre sur l'album Music from Disneyland
- 1961 : Pinky and Perky, bande originale de la série d'animation[6].
- 1963 : Barbra Streisand sur l'album The Barbra Streisand Album
- 1987 : Ludwig von 88 avec leur version punk rock humoristique Les Trois P'tits Keupons
- Chucho Avellanet
- 2006 : B5 sur l'album DisneyMania 4
- 2007 : Max Raabe et son Palast Orchester sur l'album Heute Nacht oder nie